# Roger Cousinet
Roger Cousinet, né le 30 novembre 1881 à Arcueil et mort le 5 avril 1973 à Paris, est un pédagogue français, pionnier de l’éducation nouvelle en France.

## Biographie
Roger Cousinet est né en 1881 dans une famille bourgeoise.
Il passe son bac à 17 ans, puis prépare l'École normale supérieure pendant 3 ans mais ne passe pas le concours. Il obtient une licence en lettres en 1903. Il devient alors instituteur.
Il participe à l'élaboration de tests pédagogiques et commence, sous la direction d'Émile Durkheim, une thèse sur la vie sociale des enfants.

En 1910, il est nommé inspecteur primaire : à ce titre, il a la responsabilité d’une centaine d’écoles publiques.
Il est mobilisé en 1914, et blessé pendant la guerre.
À partir de 1920, en tant qu'inspecteur, il instaure la méthode active dans sa région, et expérimente les principes de sa méthode de travail libre par groupes qu'il consigne en 1925 dans une brochure.
Ces expériences sont mal vues par sa hiérarchie, en particulier quand Cousinet propose, à l’imitation de Léon Tolstoï, la parution d'une revue composée de textes d’enfants, L’Oiseau bleu.
Parallèlement, il est pendant toute cette période très actif dans le mouvement d'éducation nouvelle, participant et organisant des congrès, publiant ses travaux et ceux des autres pédagogues.
Après la Seconde Guerre mondiale, sa carrière d'inspecteur terminée, il enseigne la pédagogie à la Sorbonne. C'est à partir de cette époque qu'il rédige la plus grande partie de ses livres.
En 1946, il crée avec François Chatelain l'École nouvelle de la Source à Meudon, et l'association l'École nouvelle française.
Il meurt le 5 avril 1973 à Paris.

## Méthode de travail libre par groupes
Les premiers travaux de Cousinet portaient sur la vie sociale des enfants. Pour lui, l'échange social joue un rôle essentiel dans la construction de la pensée de l'enfant. L'école devrait donc s'appuyer sur cette vie sociale pour organiser les apprentissages, au lieu de s'épuiser à la brider.
Il met donc au point une méthode dans laquelle les enfants peuvent choisir entre différentes activités préparées pour eux et s'organiser en groupe pour les réaliser. Ces activités sont réparties en :
- « activités de création » travail manuel (artisanat, jardinage, élevage) ou création « spirituelle » (dessin, peinture, musique, composition libre, poésie) ; l'arithmétique étant introduite à ce niveau comme mesure de l'action) ;
- « activités de connaissance » à propos des animaux, des plantes, des minéraux, de phénomènes physiques ou chimiques, de l'histoire et de la géographie.

Ces activités de connaissance consistent d'abord en travaux d'observation portant sur un thème scientifique, historique ou géographique. Le groupe observe, expérimente, note ses observations sur le « cahier de groupe » et rédige une fiche d'observation collective.
Le rôle du maitre s'entend non plus comme transmetteur, juge ou autorité souveraine, mais comme collaborateur, et aide occasionnelle.
Selon Roger Cousinet, « le plus grand profit que les enfants retirent d’une pareille scolarité, c’est d’avoir certes appris beaucoup de choses, mais c’est surtout d’avoir appris à apprendre. »
Cette méthode préfigure la pédagogie de projet.
Il a inspiré de nombreux établissements dont les Maisons familiales rurales pour lesquelles il s'est beaucoup engagé à la fin de sa vie.

## Place de Roger Cousinet dans le mouvement d'éducation nouvelle
Tout au long de sa vie, Roger Cousinet organise et participe aux congrès de l'éducation nouvelle. Il fonde successivement plusieurs revues permettant de publier et de diffuser les travaux des chercheurs en éducation.
Dès 1921, il fonde l'association La Nouvelle Éducation, et l'anime jusqu'à l'interruption par la guerre en 1939.
À la même époque, Cousinet participe activement aux congrès de la Ligue internationale pour l'éducation nouvelle, animée par Adolphe Ferrière qui permet aux éducateurs du monde entier de présenter leurs travaux.
En 1964, il fonde avec Louis Raillon, la revue Éducation et développement.
Il demeure de nos jours une référence dans le mouvement d'éducation nouvelle français. En particulier, les écoles de l'Association nationale pour le développement de l'éducation nouvelle s'en réclament et pratiquent une pédagogie inspirée - entre autres - de ses travaux.

## Œuvres
- Une méthode de travail libre par groupes, Ed. du Cerf, 1945
- Une méthode de travail libre par groupes (réédition avec une préface de Laurent Gutierrez (p. 9 à 34) sur le parcours de l'auteur), Ed. Fabert, 2011
- La Vie sociale de l’enfant, Scarabée, 1950
- L’Éducation nouvelle, Delachaux et Niestlé, 1950
- Fais ce que je te dis, Scarabée, 1950
- La formation de l'éducateur, PUF, 1952

## Livres sur Cousinet
- Roger Cousinet : la promotion d’une autre école, textes réunis par Suzanne Saisse et Marie de Vals, Éditions Érès, coll. « Connaissances de d'éducation », 2002, 150 p.  (ISBN 2-7492-0073-3)
- Roger Cousinet, un philosophe à l'épreuve de la pédagogie, textes choisis et présentés par Dominique Ottavi et Laurent Gutierrez, Institut national de recherche pédagogique, coll. « Bibliothèque philosophique de l'éducation », 2007, XVIII-110 p.  (ISBN 978-2-7342-1055-9)
- Laurent Gutierrez, « L'Oiseau bleu : histoire d'une revue rédigée par des enfants pour des enfants (1922-1929) », in Revue Le Télémaque, no 32, 2007, p. 111-123